# Hèctor Parra i Esteve
Hèctor Parra i Esteve   (Barcelona, 17 d'abril de 1976) és un compositor català resident a París des de l’any 2002. Distingit, entre d'altres, amb el Premi Ernst von Siemens de composició l’any 2011 i amb el Premi Nacional de Cultura de Catalunya l’any 2017, ha estat professor de composició del Cursus de l'IRCAM-Centre Pompidou de l’any 2013 al 2017.

## Biografia
Hèctor Parra cursa els estudis musicals al Conservatori Superior Municipal de Música de Barcelona. Premi d’Honor en Composició i Matrícula i Menció d’Honor en piano, han estat professors seus Carles Guinovart, David Padrós i Maria Jesús Crespo. Titulat en Direcció de Cors pel CMMB, el 2001 fa estudis de direcció d’orquestra amb Arturo Tamayo a la Universidad de Alcalá de Henares. Posteriorment, estudia composició amb Michael Jarrell a la Haute École de Musique de Genève (2005-2006) i amb Jonathan Harvey, Brian Ferneyhough, Beat Furrer i Philippe Manoury a l’IRCAM, Royaumont, Centre Acanthes (França) i Takefu (Japó). Alumne del Cursus de Composition et d’Informatique Musicale de l’IRCAM 2002-2003 sota el mestratge de Mikhail Malt i Philippe Leroux, l’any 2005 obté el Master en sciences et technologie des arts a la Universitat de París VIII, sota la direcció d’Horacio Vaggione. De 1994 a 2001 estudia pintura i dibuix al taller de Francesc Miñarro a Barcelona.
Hèctor Parra realitza les seves primeres composicions per a piano a l'edat de quinze anys. La seva passió per la pintura, especialment per les obres del Greco, Velázquez i Cézanne, es reflectirà en l’arquitectura plàstica i la textura pictòrica de moltes de les seves composicions, com és el cas de Lumières Abyssales -Chroma I o d’Aracne -String Quartet Nº 3. Posteriorment s'interessa en l’obra d’artistes actuals com Jaume Plensa (que aporta els poemes per l’obra coral Breathing), Matthew Ritchie (Hypermusic Prologue i Hypermusic Ascension al Museu Guggenheim de Nova York), Antoni Tàpies (Cos de matèria), Gordon Matta-Clark o Gregor Schneider (Haus ur / Office Baroque, Wilde).
A partir de l’any 2006 descobreix una nova font d’inspiració en la visió del món que ofereixen les ciències de la natura. Així neixen un seguit d’obres com String Trio, Stress Tensor, Early Life o la seva òpera de cambra Hypermusic Prologue, estrenada l’any 2009 per l’Ensemble Intercontemporain i l’IRCAM al Centre Pompidou, amb llibret de la física teòrica Lisa Randall.
Més endavant concentra la seva activitat compositiva en la lírica. L’òpera Das geopferte Leben, amb llibret de Marie NDiaye, l'estrenaren la Freiburger Barockorchester i l'Ensemble Recherche a la Biennal de Munich de l’any 2014. Va ser nominada per la revista Opernwelt en els seus premis anuals com una de les millors estrenes de l'any. Al Festival de Schwetzingen SWR de 2015 estrenà amb gran èxit l’òpera Wilde amb llibret de Händl Klaus i posada en escena de Calixto Bieito.
En el període 2016-2018, fruit del seu interès en l'exploració de nous formats per a la composició musical, compon Inscape, una obra simfònica immersiva per a solistes instrumentals distribuïts per la sala de concerts, orquesta simfònica i electrònica en temps real. Inspirada en models cosmològics del físic Jean-Pierre Luminet, Inscape ha estat encarregada i estrenada per l’Ensemble Intercontemporain, l’IRCAM, i les orquestres Gürzenich de Colònia, l’Orchestre National de Lille i la Simfònica de Barcelona i Nacional de Catalunya.
El que ha estat fins ara el seu projecte més ambiciós és l’òpera Les Bienveillantes, amb llibret de Händl Klaus a partir de la novel·la homònima de Jonathan Littell, i posada en escena de Calixto Bieito. Encarregada per l’Opera Vlaanderen (Flandes) s'estrenà a les òperes d’Antwerpen i Gant els mesos d’abril i maig de l’any 2019 amb una gran acollida per part del públic i de la premsa.
L’any 2019 compon Wanderwelle, un monodrama per a baríton i gran orquestra amb un llibret de Händl Klaus inspirat en els Quaderns de conversa del darrer Beethoven. Encarregada per la Kölner Philharmonie i l’OBC en el marc de la commemoració del 250 aniversari del naixement de Ludwig van Beethoven, s'estrenà a l'Auditori de Barcelona el 31 de gener de 2020.
El gener de 2024 estrena a Ginebra, encàrrec del Grand Theatre, l'òpera Justice amb llibret del congolès Fiston Mwanza Mujila i posada en escena del suís Milo Rau. L'òpera està inspirada en un accident que causà vint morts provocat per un camió transportant àcid per una mina a la República Democràtica del Congo.
La seva obra ha estat reconeguda amb diversos premis i programada en nombrosos festivals internacionals de música contemporània: Lucerne Festival, Warsaw Autumn, Wien Modern, Donaueschingen, Acht Brücken, Huddersfield Contemporary Music Festival (compositor resident l’any 2013), ISCM-World Music Days 2015, Wittenner Tage für Neue Kammermusik, Festival Présences/Radio France, Festival Manifeste/IRCAM-Centre Pompidou, Musikprotokoll/Steirischer Herbst, KLANG (Helsinki),Traiettorie (Parma), Ars Musica (Brussel·les), Musica (Estrasburg), Gaudeamus (Amsterdam), Festival Archipel (Ginebra), Festival International de Música y Danza de Granada, Quincena Musical de San Sebastián, Rainy Days (Philharmonie de Luxemburg), etc.
Le seva música forma part de les programacions d’auditoris i sales de concert com la Philharmonie de París, Wiener Konzerthaus, Tokyo Suntory Hall, Muziekgebouw d’Amsterdam, Auditori Nacional de Música (Madrid), l'Auditori de Barcelona (compositor resident els anys 2016 i 2017), Palau de la Música Catalana (compositor convidat l’any 2015), Nouveau Siècle de Lille (compositor resident els anys 2017 i 2018), Wigmore Hall i Kings Place (Londres), Zurich Konzerthaus, Munich Gasteig, Museu del Louvre, Guggenheim de Nova York, i de teatres d’òpera com l’Opera Vlaanderen, la Staatsoper de Berlin, el Theater Freiburg, Staatsoper Stuttgart i el Gran Teatre del Liceu.
Hèctor Parra ha estat professor de Composició Electroacústica al Conservatori Superior de Música d’Aragó del 2005 al 2012 i professor de Composició al Cursus de l’IRCAM-Centre Pompidou de l’any 2013 a l’any 2017. També ha estat membre de diversos jurats de concursos internacionals com són el l’Orléans Concours International 2017 i el Concours de Genève 2019.
Publica les seves obres a l'editorial Durand/Universal Music Publishing Classical (Paris) i, fins a l’any 2010, a l'editorial Tritó Edicions S.L. (Barcelona).

## Obres[calcitació]

### Òpera i obres escèniques
- Justice (2023). Òpera. Llibret de Fiston Mwanza Mujila.
- Les Bienveillantes (2018/2019). Òpera per a solistes vocals, quartet vocal, cor i gran orquestra. Llibret de Händl Klaus a partir de la novel·la homònima de Jonathan Littell.
- Wilde (2014/2015). Òpera per a sis solistes vocals i orquestra. Llibret de Händl Klaus.
- Das geopferte Leben (2013). Òpera per a quatre solistes vocals, ensemble barroc i ensemble modern. Llibret de Marie NDiaye.
- Te craindre en ton absence (2012/2013). Monodrama per a actriu, ensemble i electrònica en temps real. Llibret de Marie NDiaye.
- Hypermusic Prologue - A projective opera in seven planes. (2008-2009). Òpera per a dos solistes vocals, ensemble i electrònica en temps real. Llibret de Lisa Randall.
- Zangezi (2007). Teatre musical per a soprano, actors i electrònica enregistrada. A partir del poema homònim de Velimir Khlébnikov.

### Orquestra
- Wanderwelle (2019). Baríton i gran orquestra. Llibret de Händl Klaus.
- Inscape (2017-2018). Ensemble de solistes instrumentals, gran orquestra i electrònica en temps real.
- Avant la fin... vers où ? (2017). Gran orquestra.
- Orgia –Irrisorio alito d’aria (2017). Ensemble & orquestra barroca.
- Three Shakespeare Sonnets (2016). Tenor i orquestra.
- Wilde Suite (2015). Orquestra.
- L’absència (2013). Orquestra.
- InFALL (2011/rev. 2012). Gran orquestra.
- Caressant l’horizon (2011). Orquestra de cambra.
- Fibrillian –Chamber Symphony Nº 2 (2007-2008). Orquestra de cordes.
- Karst –Chroma II (2006). Gran orquestra.
- Lumières Abyssales -Chroma I (2004/2006). Gran orquestra.

### Conjunt Instrumental
- Un souffle en suspens (2016). Gran ensemble.
- Moins qu’un souffle, à peine un mouvement de l’air (2012). Flauta solista i ensemble.
- Equinox (2010). Gran ensemble.
- Sirrt die Sekunde (2008). Gran ensemble.
- Chamber Symphony –Quasikristall- (2005). Gran ensemble.

### Música de cambra
- Constellations (2020/2021). Actor i piano a quatre mans.

- Cinq constellations pour piano a quatre mains (2020/2021).

- Chiffres et constellations amoureux d’une femme (2020/2021). Ensemble de cambra.

- L’Étoile matinale (2020). Ensemble de cambra.
- String Quartet Nº 4 ‘Un concertino di angeli contro le pareti del mio cranio’ (2020)
- Cell 2 (2016). Ensemble de cambra.
- Aracne -String Quartet Nº 3 (2015)
- Catalunya Lliure (2015). Ensemble de cambra.
- Sigma-Waves (2015). Quartet de saxòfons.
- Vers le blanc (2013). Violí i piano.
- Early Life (2010). Ensemble de cambra.
- Love to recherche (2010). Ensemble de cambra.
- Stress Tensor (2009 rev. 2011). Ensemble de cambra.
- String Quartet No. 2 -Fragments on Fragility (2009). Quartet de corda i electrònica en temps real.
- An exploration of light (2008). Violoncel i percussió.
- Piano Trio No 2 –Knotted Fields (2007)
- String Quartet –Leaves of Reality (2007)
- String Trio (2006). Trio de cordes i electrònica.
- Ona (2006). Flauta i viola.
- Ciel Rouillé (2005). Ensemble de cambra.
- Vestigios (2005). 2 pianos i 2 percussions.
- Piano Trio No 1 -Wortschatten (2004)
- Fragments Striés (2004). Quartet de saxòfons.
- Andante Sospeso (2003). Flauta i piano.
- Stasis -Antigone I (2002). Quartet de corda.
- Abîme -Antigone IV (2002). Ensemble de cambra.
- Strata -Antigone II (2002). Ensemble de cambra.
- Pulsions (2000). Ensemble de cambra.

### Obres per a solista
- Cinq fleurs pour contrebasse (2021).

- Quatre constellations pour piano (2020).

- ...limite les rêves au-delà (2017). Violoncel i electrònica en temps real.
- Au cœur de l'Oblique / Cinq études d'architecture, Nº 1 (2016-2017). Piano.
- Mineral Life II (2016). Viola.
- Cell (Arch of Hysteria) (2016) / Cinq études d'art, Nº 4. Piano.
- Tres miradas (2016). Orgue.
- Una pregunta (a Jaume Plensa) (2015) / Cinq études d'art, Nº 5. Piano.
- Haus u r / Office Baroque (2014) / Cinq études d'art, Nº 3. Piano.
- Carícies cap al blanc (2013) / Cinq études d'art, Nº 2. Piano.
- Cos de matèria –Antoni Tàpies in memoriam (2012) / Cinq études d'art, Nº 1. Piano.
- Mineral Life (2010). Multipercussió.
- Piano Sonata (2010). Piano.
- La dona d’aigua (El Montseny) (2009). Piano.
- Quatre miniatures (2007). Piano.
- Tentatives de Réalité (2007). Violoncel i electrònica en temps real.
- L'Aube Assaillie (2004-2005). Violoncel i electrònica.
- Impromptu (2005). Piano.
- Chymisch (2005). Saxòfon baríton i electrònica.
- Time Fields III (2004). Flauta.
- Time Fields II (2004). Clarinet en Sib.
- Time Fields II (2002/rev.2006). Saxòfon baríton
- Tres Peces per a piano –Lichtzwang (1999). Piano.

### Música vocal
- Lent comme un rêve (2015). Cor de cambra i piano. Poema de Jaume Plensa.
- Breathing (2015). Cor mixt a 12 veus. Poemes de Jaume Plensa.
- Stimmen (2008). Sopano, violí i piano. Poema de Paul Celan.
- Arena (2006). Soprano i piano. Poema de Núria Casellas.
- Strette (2003). Soprano i electrònica en temps real. Poema de Paul Celan.
- Mort d’Antigone – Antigone III (2001). Mezzosoprano i clarinet en Sib. Text de Sòfocles.
- Pape moe (1999-2000). Soprano i electrònica. Text de Paul Gauguin (Noa Noa).

### Música semi-improvisada
- Life After Architecture -Love (2019). Piano a quatre mans.
- FREC 3 (2016-2017). Piano i tres instruments.
- FREC 2 (2016). Piano i electrònica en temps real.
- FREC 1 (2012-2013). Piano amplificat.

### Electroacústica
- “I have come like a butterfly into the hall of human life” (2009). Electrònica (6 pistes).

## Premis i reconeixements
- 2002: Premi de Composició del Colegio de España de París i de l'INAEM[23]
- 2005: Premi del Comité de Lecture Tremplin de l’IRCAM i de l’Ensemble Intercontemporain
- 2005: Finalista al Gaudeamus International Composers Award
- 2007: Premi Earplay Donald Aird Memorial Composers Competition de San Francisco[24]
- 2008: Premi del Comitè de Lectura del Klangforum Wien / Impuls (Graz)[25]
- 2009: Premi Tendències al creador emergent del diari El Mundo[26]
- 2011: Premi de Composició de la Fundació Ernst von Siemens[27]
- 2014: Nominació de la revista Opernwelt per a « Das geopferte Leben » com a millor estrena de l’any[28]
- 2015: Seleccionat per la ISCM – International Society for Contemporary Music per a cloure el Festival Anual 2015 (Eslovènia) amb l’obra orquestral InFALL.
- 2017: Premi Nacional de Cultura de Catalunya[29]
- 2018: Finalista al FEDORA - Generali Opera Prize[30]
- 2021: Pensionnaire à la Villa Médicis / Acadèmia de França a Roma à Rome (2021-2022)[31]

## Discografia
- Hèctor PARRA, Frec, Agustí Fernández, piano, 1 CD Sirulita, 2020.[32]
- Hèctor PARRA, I. Early Life ; II. Stress Tensor ; III. Caressant l’Horizon, Ensemble Recherche (I et II), Ensemble Intercontemporain, Emilio Pomárico (III), 1 CD Col·legno, 2012.[33]
- Hèctor PARRA, Hypermusic Prologue. A projective opera in seven planes, llibret: Lisa Randall, Charlotte Ellett (soprano), James Bobby (baríton), Ensemble Intercontemporain, Clement Power (director), Thomas Goepfer (informàtica musical IRCAM), 2 CDs Kairos, col. Sirènes, coproducció Ircam-Centre Pompidou, Ensemble Intercontemporain, 2010.[34]
- Hèctor PARRA, Piano Trio No.2 Knotted Fields ; Impromptu ; Piano Trio No.1 Wortschatten ; L’Aube assaillie ; Abîme – Antigone IV ; String Trio, Ensemble Recherche, 1 CD Kairos, 2008, n° 0012822KAI.[35]
- Hèctor PARRA, « L’aube assaillie. Musique de chambre » : Ciel Rouillé ; Time Fields III ; Andante Sospeso ; Impromptu ; Fragments Striés ; Tres Peces per a piano – Lichtzwang ; Vestigios ; L’Aube Assaillie, Ensemble Proxima Centauri, Utopia Ensemble, Quatuor Aker, Duo Nataraya, Imma Santacreu, Laura Capsir, Amandine Lefèvre i Hèctor Parra ; productors: REMA 12 / Albert Mestres, 1 CD Ars Harmonica, Sabadell, 2006.[36]

## Articles i publicacions
- 2019 «De l'energia creadora a la conformació d’un espaitemps escultòric. La tensió musical en l’obra de Jaume Plensa», catàleg « Jaume Plensa » de l'exposició retrospectiva al MACBA (Barcelona, 2019).[43]
- « Compondre avui. Reflexions des de la praxi », article publicat a la Revista Segell, No 33 (Instiució Cultural del CIC, Barcelona).[44]
- « Das geopferte Leben : ein Zwiegenspräch zwischen Barock une gegenwärtigem Schaffen » article publicat en llibre del 30e aniversari de la Freiburger Barockorchester GbR. Traducció a l’alemany feta per Judith Blank.
- 2016 « David Padrós, in memoriam », article publicat a la revista digital Núvol (Barcelona).[45]
- 2008 « Hypermusic Prologue –Òpera Projectiva en 7 Plans », article publicat a En ressonància, Encontre Noves fronteres de la ciència, l'art i el pensament, KRTU, Departament de Cultura de la Generalitat de Catalunya. Article publicat en anglès a Sonograma (2013).[46]
- 2007 « Cap a una nova expressivitat », article publicat a la revista Nexus, vol. 37. Caixa Catalunya (Barcelona).[47]
- 2006 « Strette » a The OM Composer’s book 1, Carlos Agon, Gérard Assayag, Jean Bresson editors, IRCAM- Centre Pompidou / Delatour (Paris).[48]
- 2005 « Pour une approche créatrice des interrelations structurelles entre les espaces acoustiques et visuels ». Mémoire de Master. Directeur de recherche : Horacio Vaggione. Université de Paris VIII. Inèdit.